# Probni pilot (1938.)
Probni pilot (eng. Test Pilot) je američki film redatelja Victora Fleminga iz 1938. godine na temu zrakoplovstva. Glavne uloge u filmu igraju Clark Gable, Myrna Loy i Spencer Tracy. U filmu se pojavljuje Lionel Barrymore. Radnja filma je priča o smjelom probnom pilotu (Gable), njegovoj supruzi (Loy) i njegovom najboljem prijatelju (Tracy). Film je snimljen u crno-bijeloj tehnici.
Scenarij se uvelike zasniva na izvornoj priči bivšeg mornaričkog zrakoplovca Franka Weada. Priču su u scenarij preradili Howard Hawks, Vincent Lawrence, John Lee Mahin, Frank Wead i Waldemar Young.
Prema MGM-u, film je zaradio 2.431.000 dolara u SAD i 1.472.000 drugdje, sveukupno ostvarivši neto zaradu od 967.000 dolara.
Nominiran je za Oscara u tri kategorije: najbolji film, najbolju originalnu priču (Frank Wead) i najbolju montažu (Tom Held). Na dodjeli Oscara 1939. nijedna nominacija nije rezultirala Oscarom.

## Uloge
Glumci koji su glumili u Probnom pilotu, poredani prema pojavljivanju (identificirane uloge):
- Clark Gable kao Jim Lane
- Myrna Loy kao Ann Barton
- Spencer Tracy kao Gunner Morris
- Lionel Barrymore kao Drake
- Samuel S. Hinds kao General Ross
- Marjorie Main kao Landlady
- Gloria Holden kao Gđa Benson
- Virginia Grey kao Sarah
- Priscilla Lawson kao Mable
- Arthur Aylesworth kao Frank Barton

## Vanjske poveznice
- Probni pilot u internetskoj bazi filmova IMDb-a
- Probni pilot[neaktivna poveznica] u bazi podataka TCM
- Probni pilot na AllMovie